# Les Rougon-Macquart

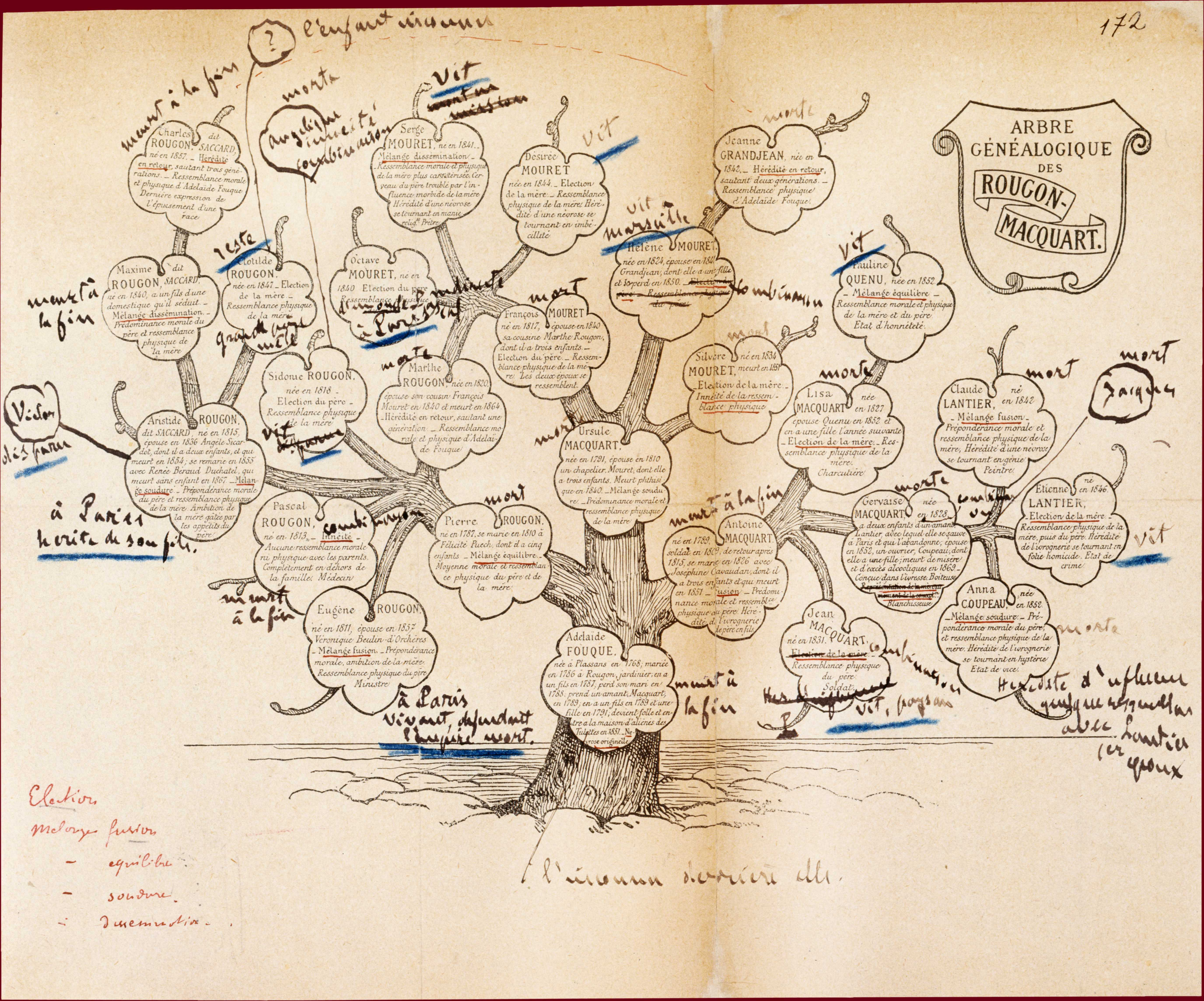

Les Rougon-Macquart, histoire naturelle et sociale d'une famille sous le Second Empire (De Rougon-Macquarts, een sociale en natuurlijke geschiedenis van een familie onder het Tweede Keizerrijk), is een romancyclus van twintig romans die het levenswerk vormt van de Franse schrijver Émile Zola. Zola schreef de boeken tussen 1870 en 1893, waarvan verschillende uitkwamen als feuilleton.

## Onderwerp
In Les Rougon-Macquart beschrijft Zola de levens van verschillende leden van één familie, over vijf generaties en meerdere familietakken verspreid. In de twintig romans komen zo alle lagen van de Franse samenleving van het Tweede Keizerrijk aan bod. De serie was bedoeld als bedekte kritiek op het keizerlijke regime en de sociale laag waarop dit regime steunde. Dit komt duidelijk naar voren in de eerstgeschreven roman van de serie, met de titel La conquête de Plassans, die pas als vierde van de cyclus verscheen, in 1874. Ook al was het keizerlijke bewind gevallen voordat Zola goed en wel aan zijn gigantische project was begonnen, oordeelde hij het toch de moeite waard om het af te maken.
Alle delen laten zich ook lezen als op zichzelf staande romans. De verschillende delen worden in het laatste deel (Le docteur Pascal) met elkaar in verband gebracht. In deze laatste roman zet Zola de basisprincipes van zijn literaire doctrine uiteen.

## Delen
"Les Rougon-Macquart, histoire naturelle et sociale d'une famille sous le Second Empire"
- 1870 - La Fortune des Rougon; Het Fortuin der Rougons
- 1871 - La curée; (Ned. vert.: 1984; De buit; door: Stephan Saaltink)
- 1873 - Le Ventre de Paris; De Buik van Parijs
- 1874 - La Conquête de Plassans; De Verovering van Plassans
- 1875 - La Faute de l'Abbé Mouret: De Misstap van Mouret
- 1876 - Son Excellence Eugène Rougon: Zijne Excellentie Eugène Rougon
- 1878 - L'Assommoir; De Nekslag of De Drankzucht
- 1878 - Une Page d'amour
- 1880 - Nana; (Ned. vert.: 1981; Nana; door: Johan Fredrik)
- 1882 - Pot-Bouille
- 1883 - Au bonheur des dames; (Ned. vert.: 1981; In het paradijs van de vrouw; door: Stephan Saaltink)
- 1884 - La Joie de vivre
- 1885 - Germinal; (Ned. vert.: 1993; De Mijn; door: Jan Versteeg)
- 1886 - L'Oeuvre: Het Kunstwerk
- 1887 - La Terre: De Aarde
- 1888 - Le Rêve: De Droom
- 1890 - La Bête Humaine: Het Beest in de Mens
- 1891 - L'Argent
- 1892 - La Débâcle: De Ondergang
- 1893 - Le Docteur Pascal